# Liz Truss
Liz Truss, właściwie Mary Elizabeth Truss O'Leary (ur. 26 lipca 1975 w Oksfordzie) – brytyjska polityk, w 2022 przewodnicząca Partii Konserwatywnej i premier Wielkiej Brytanii. 
Od 2010 do 2024 posłanka do Izby Gmin. W latach 2014–2016 minister środowiska, żywności i spraw wsi w gabinecie Davida Camerona. Od lipca 2016 do czerwca 2017 minister sprawiedliwości i lord kanclerz, od 11 czerwca 2017 do 24 lipca 2019 główny minister skarbu państwa w gabinecie Theresy May. Od 24 lipca 2019 do 15 września 2021 minister handlu międzynarodowego w gabinecie Borisa Johnsona. Od 2019 do 2022 roku minister ds. kobiet i równości. Od 2021 do 2022 minister spraw zagranicznych Wielkiej Brytanii.

## Życiorys

### Młodość, wykształcenie i praca zawodowa
Mary Elizabeth Truss urodziła się 26 lipca 1975 roku w Oksfordzie, na terenie Anglii, jako córka Johna Kennetha i Priscilli Mary Truss. W młodości uczęszczała do szkoły podstawowej w Paisley, a następnie do szkoły w Roundhay. W 1998 roku ukończyła studia na Uniwersytecie Oksfordzkim, gdzie studiowała tzw. PPE (politics, philosophy and economics), czyli studia łączące w sobie nauki polityczne, filozofię i ekonomię. 
W latach 1996–2000 Truss pracowała dla koncernu Royal Dutch Shell. W tym czasie zdobyła kwalifikacje księgowego zarządczego, a w latach 2000–2005 była dyrektorem ekonomicznym w firmie Cable & Wireless. Od 2008 roku pracowała jako zastępca dyrektora w think tanku Reform.

### Działalność polityczna

#### Początki działalności
Początkowo Liz Truss była działaczką Liberalnych Demokratów. Pełniła funkcję przewodniczącej koła partyjnego na Uniwersytecie Oksfordzkim oraz zasiadała w komitecie wykonawczym partyjnej młodzieżówki. Będąc członkinią partii opowiadała się za zniesieniem monarchii. W 1996 roku przystąpiła do Partii Konserwatywnej. W latach 2006−2010 była radną Royal Borough of Greenwich, jednej z gmin Wielkiego Londynu. 

#### Kariera parlamentarna i rządowa
W 2001 i 2005 roku kandydowała bez powodzenia do Izby Gmin. Mandat posła otrzymała w 2010 roku. Do czasu objęcia funkcji ministra zasiadała w Komisji Sprawiedliwości. Otrzymała reelekcję w latach: 2015, 2017 i 2019. 
4 września 2012 roku została powołana na stanowisko podsekretarza stanu w Departamencie Edukacji (Ministerstwo Edukacji). W związku ze zmianami w rządzie Camerona, 15 lipca Truss objęła tekę ministra środowiska Wielkiej Brytanii, stając się najmłodszym ministrem w historii Wielkiej Brytanii. 14 lipca 2016 zakończyła pełnienie funkcji ministra w rządzie Davida Camerona, jednocześnie obejmując urząd ministra sprawiedliwości i lorda kanclerza w pierwszym gabinecie Theresy May. Po wyborach w 2017 roku, 11 czerwca Truss objęła funkcję sekretarza generalnego skarbu państwa, co przez komentatorów zostało odebrane jako degradacja. 
Po rezygnacji premier Theresy May, Liz Truss wyraziła chęć kandydowania na stanowisko przewodniczącej Partii Konserwatywnej, jednak ostatecznie poparła Borisa Johnsona. Po utworzeniu rządu przez Johnsona, Truss otrzymała funkcję minister handlu międzynarodowego oraz prezesa Zarządu Handlowego. 10 września 2019 roku objęła dodatkową funkcję ministra ds. kobiet i równości. 15 września 2021 Truss przestała pełnić nadzór nad handlem międzynarodowym, jednocześnie obejmując urząd ministra spraw zagranicznych. 

#### Premier Zjednoczonego Królestwa Wielkiej Brytanii i Irlandii Północnej
10 lipca 2022 roku ogłosiła swoją kandydaturę na przewodniczącą Partii Konserwatywnej. Po przejściu wszystkich dotychczasowych tur, podobnie jak Rishi Sunak, dotarła do ostatniej rundy wyborów. 5 września ogłoszono, że Liz Truss wygrała wybory na przewodniczącą, uzyskując 81 326 głosów (57,4%), wobec 60 399 głosów (42,6%) zdobytych przez jej kontrkandydata Rishiego Sunaka. 
6 września 2022 z rąk brytyjskiej królowej Elżbiety II otrzymała misję stworzenia gabinetu. Tym samym stała się trzecią kobietą (po Margaret Thatcher i Theresie May) na stanowisku premiera Wielkiej Brytanii. Pierwsze posiedzenie rządu odbyło się 7 września 2022, na dzień przed śmiercią monarchini. Truss stała się ostatnim premierem Elżbiety II i pierwszym szefem rządu podczas panowania jej następcy, króla Karola III.
20 października 2022 roku, wśród trwającego kryzysu gospodarczego i politycznego, Truss ogłosiła zamiar rezygnacji z funkcji premiera po 44 dniach urzędowania. Jej rezygnacja uczyniła ją najkrócej urzędującym premierem w historii Wielkiej Brytanii. 24 października 2022 ogłoszono, że wybory w Partii Konserwatywnej wygrał Rishi Sunak, tym samym przejmując władzę w partii po Liz Truss.
W wyborach parlamentarnych w 2024 nie uzyskała reelekcji.

## Życie prywatne
W 2000 roku Truss poślubiła księgowego Hugh O'Leary'ego. Para ma dwie córki.